# Bystra acanthojoppopsis
Bystra acanthojoppopsis är en stekelart som först beskrevs av Heinrich 1934.  Bystra acanthojoppopsis ingår i släktet Bystra och familjen brokparasitsteklar. Inga underarter finns listade.